# Sínodo de Bete Lapate
O Sínodo de Bete Lapate (Beth Lapat) foi um concílio da Igreja do Oriente, realizado em 484 sob a liderança do católico Barsauma. O resultado mais significativo do sínodo foi a adoção oficial da Igreja à doutrina nestoriana, que tinha sido condenada pelo Concílio do Éfeso em 431, o que efetivamente separou a Igreja do Oriente da Igreja Bizantina. Também foi decidida a rejeição ao celibato clerical, que se tornou a principal característica do monasticismo na Igreja persa. As decisões foram claramente destinadas a agradar os reis zoroastristas persas, que estavam em guerra constante com o Império Bizantino: o católico pró-bizantino Babeu tinha sido executado, e os persas haviam dado proteção aos refugiados nestorianos desde as controvérsias em Edessa. Todavia, no ano de 485, um novo sínodo realizado em Bete Adrai anulou as proposições do sínodo anterior, com exceção da anulação do celibato clerical.